# Sachihiko Takeda
Sachihiko Takeda (jap. 武田幸彦 Takeda Sachihiko; ur. 12 kwietnia 1937) – japoński zapaśnik walczący w stylu klasycznym. Olimpijczyk z Rzymu 1960, gdzie zajął piętnaste miejsce w kategorii 73 kg.